# Austan Goolsbee

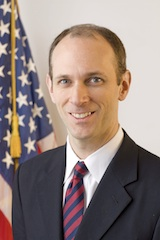
Austan Goolsbee

Austan Dean Goolsbee (* 18. August 1969 in Waco, Texas) ist ein US-amerikanischer Ökonom. Vom 9. September 2010 bis zum 5. August 2011 führte er als Nachfolger von Christina Romer den Vorsitz im Rat der Wirtschaftsberater, einem Organ im Executive Office von US-Präsident Barack Obama.

## Werdegang
Austan Goolsbee studierte Ökonomie an der Yale University, wo er Mitglied der Studentenverbindung Skull & Bones wurde.
Goolsbee war für sein politisches Amt beurlaubter Robert P. Gwinn-Professor für Wirtschaftswissenschaften an der Graduate School of Business der University of Chicago. Zuvor war er Forschungs-Fellow der American Bar Foundation, Wissenschaftlicher Assistent am National Bureau of Economic Research in Cambridge und Mitglied des Plenums für Wirtschafts-Berater des Congressional Budget Office.
Seit dem erfolgreichen Wahlkampf als US-Senator für Illinois fungiert Goolsbee als Barack Obamas wirtschaftlicher Berater. Er beriet diesen 2004 im Senat und war Senior-Wirtschafts-Berater von Obamas Präsidentschafts-Kampagne 2008. Goolsbee ist außerdem Senior-Ökonom des Progressive Policy Institute (PPI) und des Democratic Leadership Council. Als Obamas Wirtschaftsberater hatte Goolsbee im Vorfeld der Präsidentschaftswahl 2008 ein Wirtschaftsprogramm für die Regierungsübernahme vorgelegt, das auf die Verbesserung der wirtschaftlichen Lage der Arbeiterschaft und Mittelschicht abzielte und als Mittel dazu deren Beteiligung am profitträchtigen Börsengeschehen ansah.
Goolsbees Forschung konzentriert sich auf das Internet, die neue Wirtschaft, die Wirtschaftspolitik der amerikanischen Regierung sowie Steuern. Im Wintersemester 2008 bot er eine Lehrveranstaltung an für Wirtschaft und Politik in den Telekom-, Medien- und Technologie-Branchen.
Im April 2006 begann Goolsbee für die Wirtschaftskolumne der New York Times zu schreiben. Zuvor hatte er eine Kolumne für Slate.com geschrieben, für die er 2006 den Peter Lisagor Award für vorbildlichen Journalismus gewann. Goolsbee ist Autor zahlreicher Veröffentlichungen in verschiedenen Peer-Review-Zeitschriften.
Am 6. Juni 2011 teilte das US-Präsidialamt mit, dass Goolsbee sein Amt als Vorsitzender des Wirtschaftsberatergremiums des US-Präsidenten aufgibt und zum Semesterbeginn an die University of Chicago zurückkehrt. Seit dem 9. Januar 2023 ist Goolsbee neuer Präsident der Federal Reserve Bank of Chicago und Nachfolger von Charles L. Evans.

## Ausbildung
Goolsbee hat die folgenden Diplome: 
- B.A. summa cum laude (Ökonomie), Yale University, 1991
- M.A. (Ökonomie), Yale University, 1991
- Ph.D. (Ökonomie), Massachusetts Institute of Technology, 1995.

## Auszeichnungen
Goolsbee war zudem Fellow der Alfred P. Sloan Foundation von 2000 bis 2002 und Stipendiat des Fulbright-Programms von 2006 bis 2007.